# Kōsaka Masanobu
Kōsaka Masanobu (高坂昌信?   1527 - 1578) fue uno de los sirvientes más leales de Takeda Shingen durante el período Sengoku de la historia de Japón y fue considerado como uno de sus Veinticuatro Generales. Continuamente se le atribuye la autoría del Kōyō Gunkan, el cual registra la historia del clan Takeda así como sus tácticas militares, sin embargo, estudios recientes parecen indicar que los escritores originales utilizaron su nombre para darle credibilidad al libro.
Las relaciones entre Masanobu y Shingen comenzaron en 1543 fruto de una relación amorosa cuando éstos tenían 16 y 22 años respectivamente. Este tipo de relaciones estuvieron de moda en el Japón premoderno y eran conocidas con el nombre de shudō. El pacto de amor firmado por los dos se encuentra en el Archivo Histórico de la Universidad de Tokio.
Como el general a cargo del castillo Kaizu, Masanobu jugó un importante papel durante la Cuarta Batalla de Kawanakajima, informando con señales de humo los movimientos del ejército de Uesugi Kenshin mientras este se acercaba, por lo que planearon un ataque sorpresa en  Saijo-yama. Aunque esta táctica falló, Masanobu comandó a sus hombres atacando a las tropas de Uesugi por la retaguardia, con lo que los Takeda lograron la victoria.
Kōsaka Masanobu criticó abiertamente a Takeda Katsuyori en varias ocasiones por lo que fue forzado a “retirarse” de sus servicios en 1578. Masanobu murió más tarde ese mismo año.